# Ungerska republikens förtjänstorden

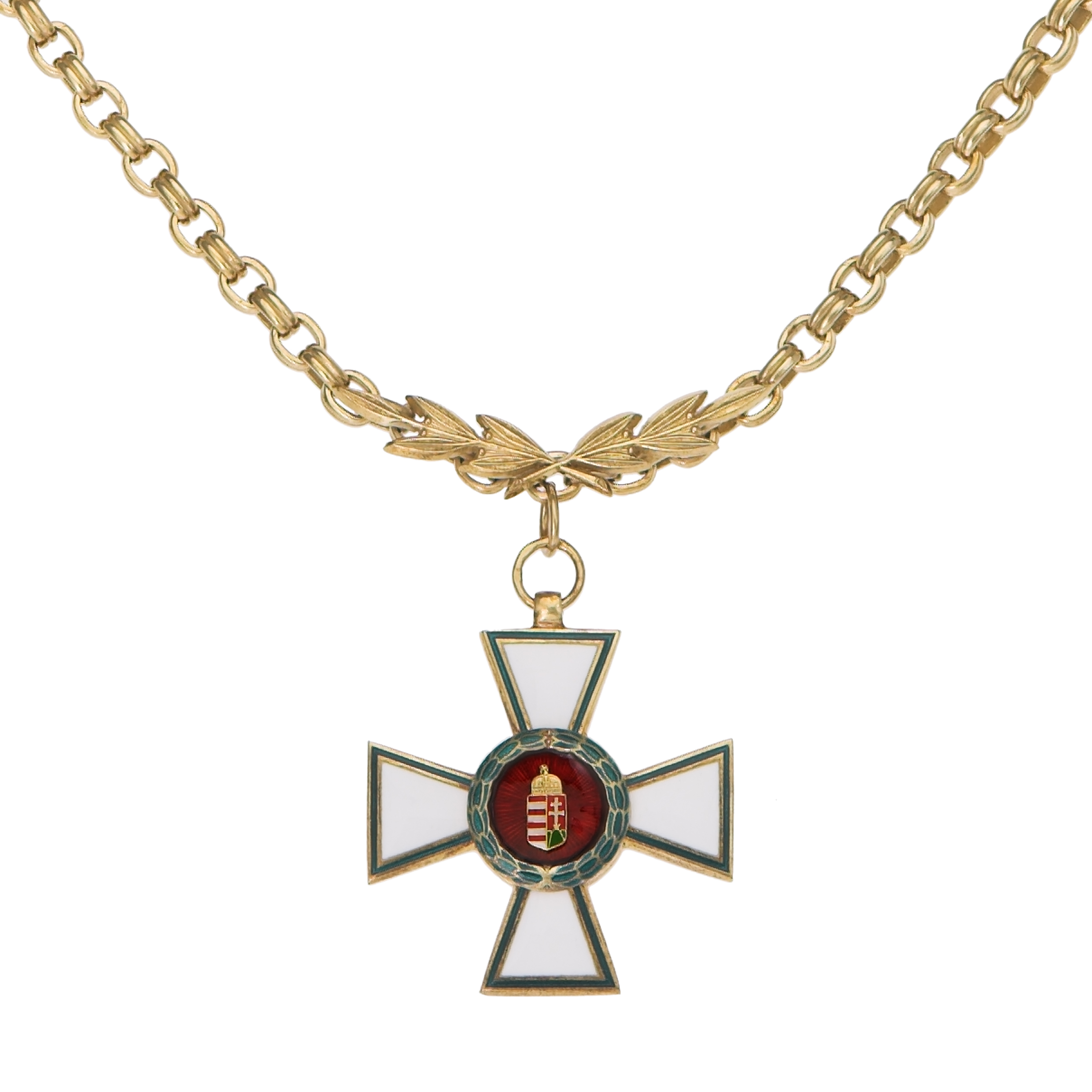
Ungerska förtjänstordens kedja.

Ungerska republikens förtjänstorden (ungerska: Magyar Köztársasági Érdemrend), är Ungerns högsta statsorden. 
Den instiftades 1991 och är en återupplivning av en ursprunglig orden instiftad 1946 och avskaffad 1949. Orden finns i fem grader i både en civil och en militär avdelning. Inom den civila avdelningen finns en speciell grad, storkorset med kedja, som endast förlänas till statschefer.

## Grader

### Civil avdelning
Den civila avdelningen är indelad i nio förtjänstgrader:
- Storkors med kedja (StkUngRFOmkedja)
- Storkors (StkUngRFO)
- Kommendör med stjärna (KUngRFOmstj)
- Kommendörs (KUngRFO)
- Officer (OffUngRFO)
- Riddare (RUngRFO)
- Guldkors (UngRFOGK)
- Silverkors (UngRFOSK)
- Bronskors (UngRFOBK)

| Släpspännen över den civila avdelningen | Släpspännen över den civila avdelningen | Släpspännen över den civila avdelningen |
| --------------------------------------- | --------------------------------------- | --------------------------------------- |
| Storkorset med kedja                    | Storkorset                              | Kommendörskorset med stjärna            |
| Kommendörskorset                        | Officerskorset                          | Riddarkorset                            |
| Guldkors                                | Silverkors                              | Bronskors                               |

### Militär avdelning
Den militära avdelningen är indelad i åtta förtjänstgrader:
- Storkorset
- Kommendörskorset med stjärna
- Kommendörskorset
- Officerskorset
- Riddarkorset
- Guldkors
- Silverkors
- Bronskors

| Släpspännen för den militära avdelningen | Släpspännen för den militära avdelningen | Släpspännen för den militära avdelningen | Släpspännen för den militära avdelningen | Släpspännen för den militära avdelningen |
| ---------------------------------------- | ---------------------------------------- | ---------------------------------------- | ---------------------------------------- | ---------------------------------------- |
| Storkorset                               | Kommendörskorset med stjärna             | Kommendörskorset                         | Officerskorset                           | Riddarkorset                             |
| Guldkors                                 | Silverkors                               | Bronskors                                | .                                        | .                                        |